# Кубок Парагваю з футболу 2021
Кубок Парагваю з футболу 2021 — 3-й розіграш кубкового футбольного турніру у Парагваї. Титул володаря кубка вперше здобула Олімпія (Асунсьйон).

## Календар
| Раунд               | Дата                      | Матчі | Клуби   |
| ------------------- | ------------------------- | ----- | ------- |
| 1/32 фіналу         | 28 липня - 27 серпня 2021 | 32    | 64 → 32 |
| 1/16 фіналу         | 2-24 вересня 2021         | 16    | 32 → 16 |
| 1/8 фіналу          | 5-21 жовтня 2021          | 8     | 16 → 8  |
| 1/4 фіналу          | 3-11 листопада 2021       | 4     | 8 → 4   |
| 1/2 фіналу          | 14-15 листопада 2021      | 2     | 4 → 2   |
| Матч за третє місце | 1 грудня 2021             | 1     |         |
| Фінал               | 2 грудня 2021             | 1     | 2 → 1   |

## 1/16 фіналу
| Команда 1                                       | Рахунок      | Команда 2                     |
| ----------------------------------------------- | ------------ | ----------------------------- |
| 2 вересня 2021                                  |              |                               |
| 5 жовтня (4)                                    | 0:3          | Депортіво Сантані (2)         |
| Атлетіко Жувентуд (4)                           | 0:2          | Лібертад                      |
| 14 вересня 2021                                 |              |                               |
| Тембетарі (3)                                   | 2:1          | Президент Хейс (3)            |
| Спортіво Ітеньйо (2)                            | 1:1 пен. 4:3 | Маріскал Естігаррібія (4)     |
| 15 вересня 2021                                 |              |                               |
| Гуарані (Тринідад) (2)                          | 3:0          | Спорт Састреньйо (4)          |
| Хенераль Кабальєро (Хуан Леон Маллоркін) (2)    | 1:1 пен. 1:4 | Серро Портеньйо               |
| 16 вересня 2021                                 |              |                               |
| Ресістенсія (2)                                 | 8:4          | Крістобаль Колон (Ньємбі) (3) |
| Крістобаль Колон (Жуліан Аугусто Сальдівар) (3) | 2:3          | Олімпія (Асунсьйон)           |
| 17 вересня 2021                                 |              |                               |
| Хуаренья                                        | 2:1          | Орієнтал (4)                  |
| 3 лютого (2)                                    | 0:1          | 12 жовтня                     |
| 22 вересня 2021                                 |              |                               |
| Карай Чіве (4)                                  | 2:4          | Рівер Плейт (Асунсьйон)       |
| Спортіво Амельяно (2)                           | 2:1          | Індепендьєнте (Асунсьйон) (2) |
| Фернандо де ла Мора (2)                         | 2:3          | Спортіво Лукеньйо             |
| 23 вересня 2021                                 |              |                               |
| Рубіо Нью (2)                                   | 3:4          | Соль де Америка               |
| 2 травня (2)                                    | 3:0          | 22 вересня (3)                |
| 24 вересня 2021                                 |              |                               |
| 1 березня (4)                                   | 1:4          | Такуарі (2)                   |

## 1/8 фіналу
| Команда 1               | Рахунок      | Команда 2              |
| ----------------------- | ------------ | ---------------------- |
| 5 жовтня 2021           |              |                        |
| Спортіво Лукеньйо       | 1:1 пен. 4:3 | 12 жовтня              |
| 6 жовтня 2021           |              |                        |
| Олімпія (Асунсьйон)     | 2:1          | Ресістенсія (2)        |
| Рівер Плейт (Асунсьйон) | 0:1          | Тембетарі (3)          |
| 7 жовтня 2021           |              |                        |
| Серро Портеньйо         | 0:2          | Соль де Америка        |
| 13 жовтня 2021          |              |                        |
| Такуарі (2)             | 0:0 пен. 4:3 | Спортіво Ітеньйо (2)   |
| 14 жовтня 2021          |              |                        |
| 2 травня (2)            | 1:1 пен. 4:5 | Депортіво Сантані (2)  |
| 20 жовтня 2021          |              |                        |
| Лібертад                | 5:0          | Гуарані (Тринідад) (2) |
| 21 жовтня 2021          |              |                        |
| Спортіво Амельяно (2)   | 0:0 пен. 4:5 | Хуаренья               |

## 1/4 фіналу
| Команда 1           | Рахунок      | Команда 2             |
| ------------------- | ------------ | --------------------- |
| 3 листопада 2021    |              |                       |
| Лібертад            | 2:0          | Спортіво Лукеньйо     |
| 4 листопада 2021    |              |                       |
| Олімпія (Асунсьйон) | 2:0          | Хуаренья              |
| Тембетарі (3)       | 1:1 пен. 4:2 | Такуарі (2)           |
| 10 листопада 2021   |              |                       |
| Соль де Америка     | 1:0          | Депортіво Сантані (2) |

## 1/2 фіналу
| Команда 1           | Рахунок      | Команда 2     |
| ------------------- | ------------ | ------------- |
| 14 листопада 2021   |              |               |
| Олімпія (Асунсьйон) | 1:1 пен. 5:4 | Лібертад      |
| 15 листопада 2021   |              |               |
| Соль де Америка     | 0:0 пен. 5:4 | Тембетарі (3) |

## Матч на третє місце
| 1 грудня 2021 0:00 (EEST) |

| Тембетарі (3) | 0:2      | Лібертад                  |
| ------------- | -------- | ------------------------- |
|               | Протокол | Енсісо 30' Мельгарехо 63' |

| Естадіо Луїс Альфонсо Джаньї, Вілья Еліса Арбітр: Давід Ожеда |

## Фінал
| 2 грудня 2021 0:00 (EEST) |

| Соль де Америка                | 2:2      | Олімпія (Асунсьйон)              |
| ------------------------------ | -------- | -------------------------------- |
| Толедо 4', 43'                 | Протокол | Сальседо 23' Гонсалес 86' (пен.) |
|                                | Пенальті |                                  |
| - Чіко - Годой - Рохас - Озуна | 1:3      | - Рекальде - Ортіс - Торрес      |

| Дефенсорес дель Чако, Асунсьйон Арбітр: Жозе Мендес |